# Handicap à Taïwan

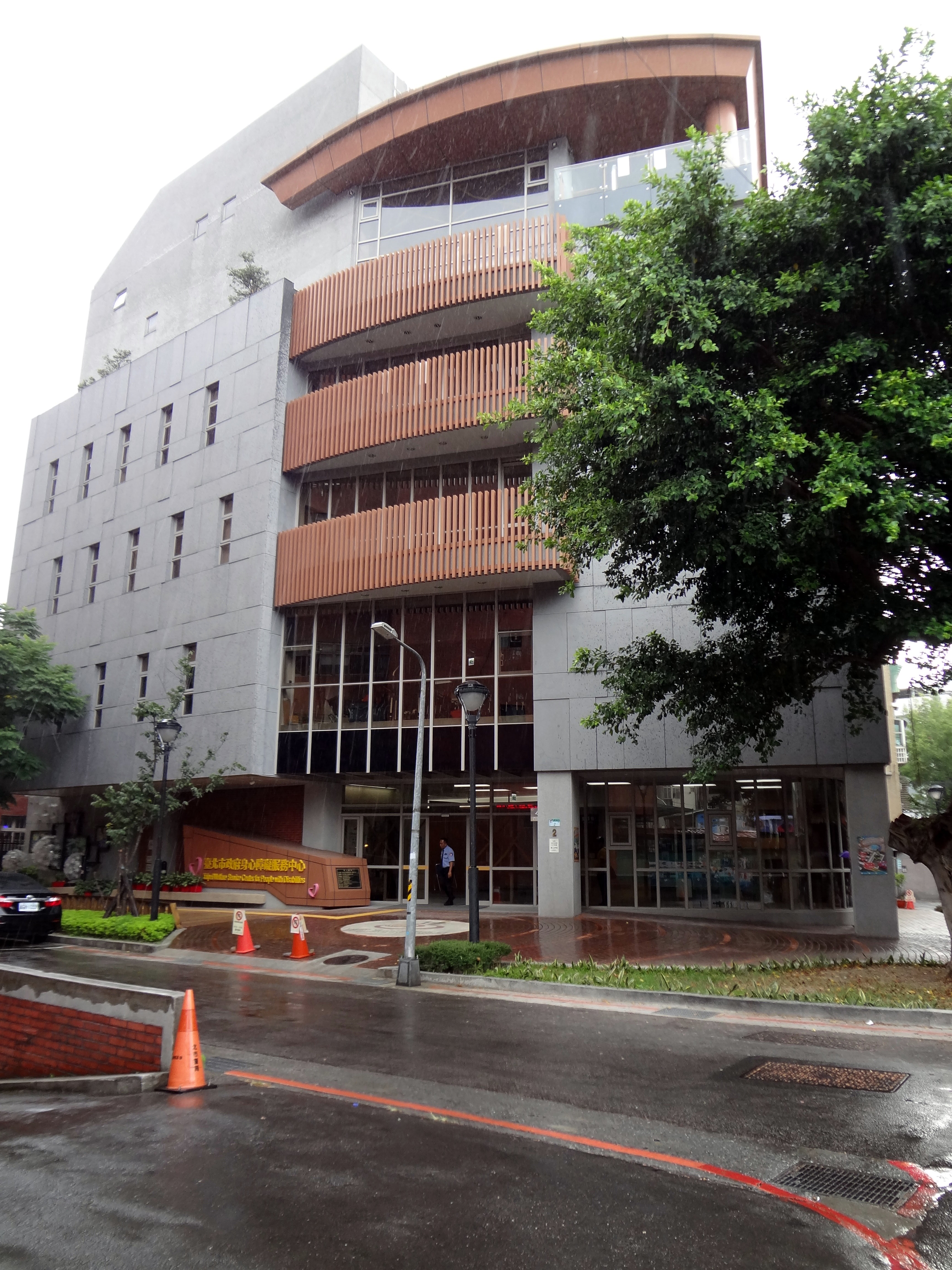
Centre de services pour les personnes handicapées dans Taipei.

Le handicap à Taïwan concerne, en 2007 près d'un million de personnes avec différents niveaux de handicaps physiques et mentaux. Les premières lois visant à améliorer la qualité de vie des personnes handicapées à Taïwan ont été adoptées en 1980. Taïwan a ratifié la Convention relative aux droits des personnes handicapées.

## Histoire juridique
En 1980, la loi pour le bien-être des personnes handicapées a été promulguée. Elle énumère six types de handicaps. Cette loi a été modifiée à plusieurs reprises depuis lors. En 1997, elle devient la Loi pour la Protection des Handicapés, et liste quatorze handicaps. En 2006, Taiwan a adopté la Convention relative aux droits des personnes handicapées, proposée par l'ONU. Cette loi sur la protection des droits des personnes handicapées a été promulguée en juillet 2007. Le code des lois sur l'accessibilité des bâtiments a été modifié en 2008, afin de fournir un meilleur accès. Les agents publics ont modifié la loi le 26 novembre 2008 pour s'assurer que les bureaux de vote soient sans obstacles, ou équipés d'outils et d'équipements supplémentaires si un tel lieu n'existe pas.

### Compensations
Les personnes handicapées à Taiwan sont en droit de recevoir des compensations, dont le remboursement de la taxe sur la valeur ajoutée et des rabais de l'impôt sur le revenu en fonction de leur niveau de handicap,.

### Emploi
Les employeurs sont tenus de ne pas discriminer les candidats handicapés et de ne pas refuser un emploi à cause d'un handicap. Les entreprises privées doivent employer au moins une personne avec un handicap sur 67 personne employées. Depuis septembre 1998, Lienchiang a le meilleur taux d'emploi de personnes handicapées parmi l'ensemble des municipalités, des villes et des comtés de Taiwan. Le taux de chômage parmi les personnes handicapées à Taiwan est de 14,7 %, soit le triple de celui de la population générale, qui est de 4,99 %.

## Budget
En 1999, le budget du Ministère de l'Éducation pour l'éducation spécialisée est de NT$ 3,58 milliards. Le ministère subventionne des organismes de bienfaisance privés qui aident les personnes handicapées.

## Équipements publics

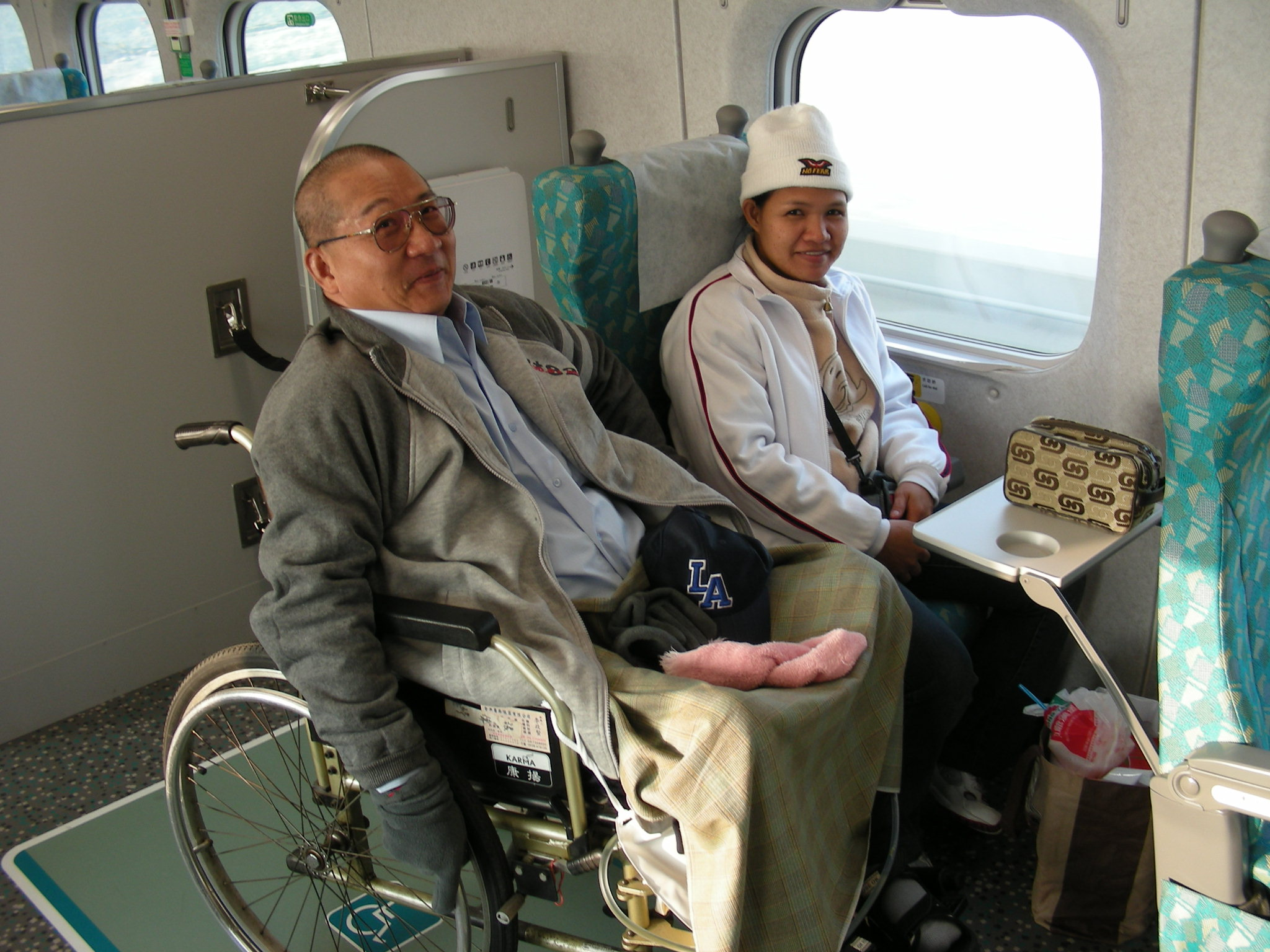
Emplacement accessible aux fauteuils roulants sur la ligne à grande vitesse de Taïwan.

### Transports

#### Air
Les aéroports ont du personnel formé pour aider les personnes handicapées gratuitement pendant tout le trajet à partir de l'enregistrement jusqu'à la livraison des bagages.

#### Rail
Toutes les stations de métro, les gares, et les trains à grande vitesse de Taiwan sont accessibles aux personnes handicapées.

#### Route
De nouveaux bus publics à Taipei sont équipés d'accès pour fauteuil roulant, et de zones désignées. La plupart des feux sont équipés avec un signal sonore pour aider les malvoyants.

### Élections
Les bureaux de vote sont équipées avec accès sans obstacle. En cas de non-disponibilité de l'installation, des outils sont déployés pour aider les personnes handicapées à exercer leur droit de vote.

## Organisations
Des organismes à but non lucratif favorisent la prise de conscience et l'aide aux personnes handicapées à Taïwan : 
- Taiwan Access for All Association[8]
- United Way of Taiwan, fondée en 1990[9]

## Ecoles
Il existe 20 écoles spéciales à Taiwan dédiées aux élèves aveugles, sourds, handicapés et handicapés mentaux. Les étudiants prennent le bus ou vivent au sein de l'école. Pour les personnes gravement handicapées, des enseignants se déplacent à l'hôpital ou au domicile.